# Dialoge über natürliche Religion
Dialoge über natürliche Religion (Dialogues Concerning Natural Religion) ist eine religionsphilosophische Schrift des schottischen Philosophen David Hume. In ihr streiten die drei Charaktere Cleanthes, Demea und Philo über die Natur von Gottes Existenz. Hume begann mit der Bearbeitung der Dialoge spätestens 1750, ließ sie aber erst 1779 posthum veröffentlichen.

## Inhalt

### Rahmenhandlung
In einem Brief, der dem Werk vorausgeht, erklärt sich der Erzähler Pamphilus dem Adressaten Hermippus. Er wolle das Thema der Natur Gottes in Form des Dialoges seines Ziehvaters Cleanthes mit den beiden anderen Gesprächspartnern Demea und Philo abhandeln, bei dem er anwesend gewesen sei. Diese Form komme dem Thema entgegen, da es so komplex und nicht abschließend zu behandeln sei. Pamphilius argumentiert, dass zwei Arten von Fragen die Dialogform erfordern: solche von großer Banalität und solche die so dunkel und ungewiss sind, dass der menschliche Verstand sie niemals definitiv entscheiden kann. Letzterer Kategorie rechnet er die Frage nach der Natur Gottes zu. Pamphilus selbst kommt während der eigentlichen Dialoge nie zu Wort und beschränkt sich in seinem Protokoll auf sehr wenige, kurze Bemerkungen zur Situation. Im letzten Absatz des Werks urteilt er, dass er Philos Standpunkt für wahrscheinlicher halte als Demeas Position, sein Ziehvater Cleanthes aber näher an der Wahrheit sei.

### Das Design-Argument
Zunächst wird in Teil I der Skeptizismus diskutiert, der von Philo starkgemacht wird. Cleanthes verwirft jedoch den globalen Skeptizismus, da er aus pragmatischen Gründen nicht vertreten werden könne. Man werde ja sehen, ob Philo den Raum durch die Tür oder durch das Fenster verlasse, weil ein globaler Skeptiker doch nicht an das Gesetz der Schwerkraft glauben könne.
In Teil II bis VIII wird das von Cleanthes vorgebrachte Design-Argument diskutiert. Cleanthes vertritt die Ansicht, die Welt habe Ähnlichkeit mit den Produkten menschlichen Handelns und könne als eine große Maschine aufgefasst werden. Da ähnliche Wirkungen auch auf ähnliche Ursachen schließen ließen, sei es zulässig per Analogieschluss zu folgern, dass Gott dem Menschen ähnlich sei. Gott sei also eine Art übersteigerter Mensch, der jedoch besser sei und sich wohl zudem durch die üblichen Attribute der Unsterblichkeit, Allmacht, Allwissenheit und Güte auszeichne.
Der so von Cleanthes vertretene Anthropomorphismus wird von den beiden Anderen heftig und ausgiebig kritisiert. Demea plädiert für die Unbegreiflichkeit Gottes und verweist hierzu auf die schwache Natur des menschlichen Geistes, der schwankend und zusammengesetzt sei. Philo entwirft zudem eine lange Reihe von alternativen Folgerungen und Weltbeschreibungen, die Cleanthes nicht ausschließen könne: Sein Argument lasse weiterhin viele Götter statt eines zu, zudem könne die Welt ebenso gut als Tier aufgefasst werden, was eine völlig andere Beschreibung von Gott ermögliche. Weiterhin bringt er eine Variante der epikureischen Naturtheorie vor, nach der eine Reihe von endlichen Welten einander den Impuls der Veränderung weitergeben. In dieser Theorie nähert er sich bereits der Hume noch unbekannten Evolutionstheorie an. Cleanthes lässt sich von Philos Darstellungen provozieren und wirft ein, aus keiner seiner Theorien ginge die Welt genau wie sie ist mit Notwendigkeit hervor. Dies wendet Philo jedoch gegen das Design-Argument, für das dies auch nicht gelte. Am Ende von Teil VIII behauptet er, dass die Zurückhaltung allen Urteils die einzig haltbare Position sei.

### Kosmologischer Gottesbeweis und Theodizee
Im neunten Teil beginnt nun Demea seine Position vorzubringen, indem er zunächst kurz den kosmologischen Gottesbeweis vorbringt. Dieser ist im Gegensatz zum Design-Argument kein Argument a posteriori, sondern a priori. Es müsse eine erste Ursache geben, die anders als die üblichen Wirkungsketten keiner Ursache bedürfe. Dies könne nur für Gott gelten, daher sei Gott notwendig existent, aus der Annahme seiner Nichtexistenz ergebe sich ein Widerspruch. Dies wird von Cleanthes bestritten, da etwa ein als unendlich angenommenes Universum keine Ursache benötige.
In Teil X und XI bringen Demea und Philo zunächst gemeinsam eine Weltsicht vor, die im Gegensatz zur Position von Cleanthes sehr düster ist. Zur Illustration der großen Menge an Leid auf der Welt zitiert Demea John Miltons Gedicht Paradise Lost. Dies läuft Cleanthes Position zuwider, worauf dieser jedoch bereit ist, die Allmacht Gottes einzuschränken. Dabei haben Demea und Philo jedoch ganz unterschiedliche Intentionen: Demea möchte aus der Notwendigkeit von Hoffnung den Nutzen des Glaubens an Gott begründen und stützt sich auf Leibniz’ Position des Theodizee, dass diese Welt die beste mögliche Welt sei. Philo argumentiert, dass ein allmächtiger Gott auch grundlegende Änderungen an der Welt hätte vornehmen können, sodass etwa Schmerz nicht mehr als Triebfeder der Lebewesen diene. Am wahrscheinlichsten sei, dass die Welt weder aus Güte noch aus Bosheit erschaffen wurde.
Nach der Abreise des zuletzt über Philo empörten Demea unterhalten sich Cleanthes und Philo in Teil XII über den Nutzen der Religion. Cleanthes vertritt die Meinung, dass die Religion und die Aussicht auf eine gerechte Belohnung oder Strafe nach dem Tode die Moral befördere. Philo setzt entgegen, dass die natürliche Rechtschaffenheit hier besser wirken könne und die Welt ohne Religion eine bessere sei. Er ist zwar der Ansicht, dass es einen Gott als erste Ursache geben müsste, über diesen könne aber darüber hinaus nichts gesagt werden.

## Ausgaben
- Hume, David: Dialogues Concerning Natural Religion, London 1779 (postum)
- Hume, David: Dialogues and Natural History of Religion, Oxford World’s Classics, Oxford 1993.
- Hume, David: Dialoge über natürliche Religion, übersetzt von Norbert Hoerster, Reclam, Stuttgart 1981.
- Hume, David: Dialoge über natürliche Religion, übersetzt, herausgegeben und eingeleitet von Lothar Kreimendahl, Hamburg 2016